# シンデレラエキスプレス
シンデレラエキスプレスは、松竹芸能所属の日本のお笑いコンビ。関西演芸協会会員。略称は「シンプレ」。
1988年結成。名前の由来は、JR東海のシンデレラ・エクスプレス。しかし、そのまま使用すると何かと問題がある為『ク』を『キ』に差し替えている。関西を中心にテレビ・ラジオで活躍している。

## メンバー
松井 成行（まつい なりゆき、1964年9月16日 - /大阪府門真市出身）
- 身長 172cm、体重 60kg。趣味は韓国ドラマ、野球観戦（熱狂的読売ジャイアンツファン[1]）、ボクシング（世界戦のビデオ収集）、沖縄旅行、読書。2009年5月に結婚を発表[1]。
- 笑福亭仁鶴の物真似が得意で、『バラエティー生活笑百科』（NHK総合）に出演する時も本人を前にしてモノマネを披露している。「上方漫才大賞」奨励賞を受賞した際にも、仁鶴のギャグ「嬉しかるかる」で喜びを表現した。
- 『進ぬ!電波少年』（日本テレビ）内のコーナー「電波少年的ペナントレース」に「熱狂的巨人ファン」として出演していた。
- 松竹の先輩である森脇健児からは「やたけた男」という称号をもらっている。
- 辛い食べ物が苦手。
- 初めての余興先となった大分県別府市の楽屋にて、3代目桂春団治の目に酢橘の汁を飛ばしてしまい怒られたことがある。
- マツコ・デラックスは従兄弟にあたる（松井の母がマツコの父の妹）[2]。
- イベントで松井は「約3年前に（マツコが）テレビ出演している事を母から聞いて知った」と語り、「（自分とマツコは）お互いひとりっ子なので、自分が子孫を残さないと松井家が終わってしまう」と感じたために結婚を決意したという[3]。また、『さんまのまんま』（フジテレビ）でマツコが「物心ついたときから、従兄弟のお兄ちゃんとお風呂に入ってドキドキしてたような」という発言をした事に対し、松井は「いとこの中で男は自分だけなので、俺のことかも」と言及している[2]。

渡辺 裕薫（わたなべ ひろしげ、1967年11月3日 - /アメリカ合衆国ニューヨーククイーンズ生まれ）
- 龍谷大学経営学部卒業、身長 158.5cm、体重 50.5kg、2003年より日本アカデミー協会員として投票権を持ち、年間200本近く映画を観賞。阪急ブレーブス、昭和プロレス、WWEファン、既婚。豊中市在住。
- 龍谷大学では「落語研究会」に所属。
- アメリカ合衆国ニューヨーク生まれだが、説明するのが面倒臭い時は「奈良県桜井市出身」と言っている。1年で父親の里の駒川中野に引越す。20歳までアメリカと日本の二重国籍だったが、20歳の時に日本国籍を選ぶ。父が42歳の時の子供。3人兄弟の末弟で、8歳上の長兄は兵庫県立大学教授で高度産業科学技術研究所所長、EUVリソグラフィー研究開発センター長の渡邊健夫（わたなべ たけお）[4] 。2002年頃、長男が生まれる。
- 三吾・美ユルの三吾（父）の物真似が得意。
- 上方柳次の妻が劇場の楽屋で、肩にオウムを乗せて歩いているのを見たことがある。
- 相方・松井が『進ぬ!電波少年』出演で大阪を離れていた時期、ミナミのど真ん中ホールの杮落とし公演で新野新と漫才をしていた。
- 手作りの月刊新聞「シンプレ新聞」を制作し、劇場の関係者や観客たちへの配布を10年以上続けている。
- オタクが穿く「霜降りジーンズ」の名付け親だといわれている。
- ロッテ「ガーナチョコレート」が好物。
- 2021年9月、スペル・デルフィンが新たに設立する「2・5次元女子プロレス」（後に2point5女子プロレスに改称）に、運営スタッフとして参画することが明らかになった[5]。
- 阪急ファンになったのは小学校の時に加藤秀司から同級生への年賀状を見て。阪急ファンをやめられない理由は小5と中1の時に上田監督と電話でしゃべったから。阪急ファンではあるがオリックスファンではない。

## 略歴
- 1988年4月 - 松井が養成所に入所。
- 1988年8月 - 渡辺が養成所に入所。
- 1988年9月 - 『ナイトinナイト』（朝日放送テレビ）の素人参加型のコーナーに別々に出演し、帰りに店で一緒にラーメンを食べている時に意気投合しコンビ結成。

- 現在松竹では同期芸人はいない（女性タレントでは小川恵理子がいる[6]）。比較的に近い世代によゐこがいる。吉本興業のNSCでは7期生に当たる。当時よくコンテストなどでリットン調査団、オールディーズ（解散、木村祐一）らと一緒になっていた。
- 劇場デビューの際、劇場の老人客にさっぱりウケず、楽屋で落ち込んでいるとき、3代目平和ラッパ・日佐丸に「ビクビクすんな! 堂々とせい!」とアドバイスを受ける。その翌日、日佐丸は借金が原因で姿をくらました。
- 「船上パーティー」の仕事で遅刻してしまった松井は、漁船を乗り継いで追いついてきたことがある。同じ現場に居た正司敏江・玲児の玲児は、渡辺に「いい相方持ったな」と松井を讃える言葉を述べたという。

## 受賞歴
- 1989年 第19回NHK上方漫才コンテスト 優秀賞 - コンビ結成約5ヶ月での受賞。
- 1990年 第11回ABCお笑い新人グランプリ 審査員特別賞
- 1991年 よみうりテレビ めざせ!21世紀の漫才グランプリ 準優勝
- 1993年 第12回高田文夫杯争奪 OWARAIゴールドラッシュ 優勝
- 2009年 第44回上方漫才大賞 奨励賞

## 出演

### テレビ
- 現在
  - 「ひょうご発信！」（サンテレビ）※渡辺

- 過去ゲスト出演も含む

- - 「森脇伝説」（KBS京都）※渡辺
  - 「進ぬ!電波少年」（日本テレビ）※松井
  - 「LIVE笑ME」（日本テレビ）
  - 「今夜はちょっと気晴亭」（朝日放送テレビ）
  - 「リスキーナイト」（朝日放送）
  - 「リビドーの乱」（朝日放送）
  - 「森脇・山田の抱腹Z」（朝日放送）
  - 「おはよう朝日です」（朝日放送テレビ）※リポーターとして出演。後に陸上競技のスターターを紹介するコーナーがあり、スターターが持って来ていたピストルをエンディングで松井がカメラに銃口を向けふざけたため苦情が殺到、スタッフにこっ酷く怒られそのまま降板となった。
  - 「空飛ぶ!映画猿」（毎日放送）
  - 「ざまぁKANKAN!」（よみうりテレビ）
  - 「超近未来遭遇!! どーなるスコープ」（よみうりテレビ）※出張アンケート・看護師さん大会のコーナー進行役担当。後にやらせ疑惑で番組打ち切りとなる。
  - 「藤本義一のおもちゃ箱」（よみうりテレビ）
  - 「爆笑オンエアバトル」（NHK総合）戦績0勝1敗 最高221KB
  - 「とっぴもナイト」（KBS京都）
  - 「エキスプレス ザ・ムービー」（KBS京都）※渡辺が映画解説を担当

### ラジオ
- 現在
  - 「こんちわコンちゃんお昼ですょ!」（MBSラジオ）※渡辺が新作映画を解説。2015年3月までは木曜コーナーレギュラーだったが、同年4月以降は木曜週替わりゲストに。
  - 「森脇健児のサタデーミーティング｣（KBS京都ラジオ）※ナイターオフ限定放送。渡辺のみレギュラー。松井は年末の1回のみゲスト出演。
- 過去ゲスト出演も含む
  - 「MBSエンタメ倶楽部」（MBSラジオ）
  - 「MBSタイガースライブ番外編」（MBSラジオ）※松井のみ。2013年まで出演。
  - 「プロジェクトe｣（ラジオ大阪）
  - 「月極ラジオ」（MBSラジオ）※2003年8月 松井と笑福亭銀瓶、2003年12月第1週 松井と銀瓶、2004年1月第1週 渡辺とチョップリン小林
  - 「ABCラジオパラダイス」（朝日放送ラジオ）
  - 「MBSヤングタウン土曜日」（MBSラジオ）
  - 「誠のサイキック青年団」（朝日放送ラジオ）
  - 「立原啓裕 噂のダイヤル1008」（朝日放送ラジオ）
  - 「一撃!ネオ・ラ・ジオ」（MBSラジオ）
  - 「TENGEKI presents シンプレの底底ラジオ」（朝日放送ラジオ、2009年4月12日から2010年3月）
  - 「丑バラ シンデレラエキスプレス誕生20周年企画 シンデレラエキスプレス」（MBSラジオ）※2008年2月22日
  - 「シンデレラエキスプレスの電リクGO!GO!」（KBS京都ラジオ）
  - 「土曜が一番楽市タウン」（KBS滋賀）- 長浜楽市KBSサテライトスタジオからの生放送　シンプレ＆ミッキー土曜日1年
  - 「ありがとう浜村淳です」（MBSラジオ、2014年9月30日）

### その他
- コラム
  - 「Lマガジン」※渡辺
- 映画
  - 「女殺油地獄」
  - 「あずみ2」※渡辺（エキストラとしての出演）
  - 「燃える仏像人間」 ※渡辺（声優としての出演）
- イベント・舞台
  - 「夕刊シンプレ新聞社」（嘗てはB1角座、TENGEKIで開催）
  - 「シンプレ松井のトーキングベースボールin赤鬼」※松井のみ